# 阿兰·普利多
阿兰·普利多（西班牙語：Alan Pulido，1991年3月8日—），墨西哥男子足球运动员，司职前锋。他曾代表墨西哥国家队参加2014年国际足联世界杯，结果队伍止步十六强赛。